# Esodo (Magic)
Esodo (Exodus in inglese) è un'espansione del gioco di carte collezionabili Magic: l'Adunanza, edito da Wizards of the Coast. In vendita in tutto il mondo dal 15 giugno 1998, è il terzo e ultimo set del blocco di Tempesta, che comprende anche Tempesta e Fortezza.

## Caratteristiche

Il simbolo dell'espansione

Esodo è composta da 143 carte, stampate a bordo nero, così ripartite:
- per colore: 26 bianche, 26 blu, 26 nere, 26 rosse, 26 verdi, 12 incolori, 1 terra.
- per rarità: 55 comuni, 44 non comuni e 44 rare.

Il simbolo dell'espansione è un ponte, e si presenta per la prima volta in tre colori differenti a seconda della rarità delle carte: nero per le comuni, argento per le non comuni, e oro per le rare. Ogni nuovo set di carte di qualsiasi tipo stampato dopo Esodo ha continuato questa consuetudine; nel set Spirale Temporale sono state poi introdotte carte con un diverso livello di rarità, dette cronotraslate, che non sono state più inserite in altri set. A partire da Frammenti di Alara invece, esiste un livello di rarità nuovo, che continuerà ad essere usato in tutti i set a venire: le rare mitiche.
Esodo è disponibile in bustine da 15 carte casuali e in 4 mazzi tematici precostituiti da 60 carte ciascuno:
- Dominator (blu)
- Groundbreaker (rosso/nero)
- White Heat (bianco/rosso)
- Widowmaker (blu/nero)

Esodo fu presentata in tutto il mondo durante i tornei di prerelease il 6 giugno 1998, in quell'occasione venne distribuita una speciale carta promozionale: il Segugio Mostruoso.

### Ristampe
Nel set sono state ristampate le seguenti carte da espansioni precedenti:
- Benedizione Angelica (presente nei set introduttivi Portal Seconda Era, Starter 1999 e Starter 2000, e nei set base Nona Edizione e Decima Edizione)
- Paladino in Carica (presente nei set introduttivi Portal e Starter 1999)
- Goblin Furioso (presente nei set introduttivi Portal, Portal Seconda Era, Starter 1999, nei set base dalla Sesta Edizione alla Decima Edizione comprese e nei set speciali Battle Royale, Beatdown e Elves vs. Goblins)
- Furto di Sogni (presente nei set introduttivi Portal e Portal Seconda Era)
- Elfi dei Boschi (presente nei set introduttivi Portal e Starter 1999, nei set base dalla Settima Edizione alla Nona Edizione comprese e nel set speciale Elves vs. Goblins)

## Novità
In questo set, contrariamente a quanto avviene di solito, non sono presentate nuove abilità delle carte, vengono invece ulteriormente sviluppate le meccaniche dei due set precedenti, come le abilità Ombra e Riscatto.